# Bolbitius coprophilus
Bolbitius coprophilus är en svampart som först beskrevs av Peck, och fick sitt nu gällande namn av Hongo 1959. Bolbitius coprophilus ingår i släktet Bolbitius och familjen Bolbitiaceae.  Arten är reproducerande i Sverige. Inga underarter finns listade i Catalogue of Life.